# Іванівська
Іванівська — станиця в Красноармійському районі Краснодарського краю, центр Іванівського сільського поселення.
Населення — 9,3 тис. жителів (2002).
Станиця розташована на Ангелінському єрику в дельті Кубані, у степовій зоні; за 8 км південніше станиці Старонижестебліївська, де розташована найближча залізнична станція, за 16 км на схід від міста Слов'янськ-на-Кубані. Рисові чеки.
Станицю Іванівську було засновано в 1794, як курінне селище, одне з 40 перших, заснованих чорноморськими козаками на Кубані, а з 1842 — станиця.